# Manual da Vovó Donalda
O Manual da Vovó Donalda é um livro infantil lançado pela Editora Abril em 1977. Dedicado à culinária, a obra reúne uma série de receitas divididas por categorias, alternadas com diversões correlatas e artigos sobre a história da culinária. O Manual da Vovó Donalda se distingue dos demais manuais Disney por explorar uma metalinguagem singular: os principais personagens Disney se reúnem no sítio da Vovó Donalda numa espécie de oficina gastronômica com vista à criação do próprio livro que o leitor tem em mãos.
A edição brasileira foi vertida de um original italiano ao qual foi adicionada uma seção específica de cozinha brasileira.
A maior parte do conteúdo do manual foi reaproveitada na Biblioteca do Escoteiro-Mirim. Foi publicado um volume de mesmo título, com conteúdo reduzido, na coleção Manuais Disney (Nova Cultural).